# Jan Brzák-Felix
Jan Brzák-Felix (n. 6 aprilie 1912, Praga, Austro-Ungaria – d. 15 iulie 1988, Praga, Cehoslovacia) a fost un canoist ce a reprezentat Cehoslovacia, medaliat olimpic. A participat la 3 ediții ale Jocurilor Olimpice (1936, 1948, 1952) în care a câștigat două medalii de aur și o medalie de argint.